# Sulfeto de carbonila
Sulfeto de carbonila, também chamado de oxissulfeto de carbono, é um composto químico de fórmula OCS. Comumente escrito como COS, é um gás incolor inflamável com odor desagradável. É uma molécula linear consistindo de um grupo carbonila ligado duplamente a um átomo de enxofre. O sulfeto de carbonila pode ser considerado um intermediário entre odióxido de carbono e o dissulfeto de carbono, que são ambos isoeletrônicos com ele.
O sulfeto de carbonila decompõe-se na presença de umidade e bases em dióxido de carbono e sulfeto de hidrogênio.
Foi verificado que este composto é capaz de catalisar a formação de peptídeos a partir de aminoácidos. Esta descoberta é uma extensão do experimento de Miller-Urey e sugere que sulfeto de carbonila tenha desempenhado um papel significativo na origem da vida.

## Ocorrência
O sulfeto de carbonila é o composto de enxofre mais abundante presente na atmosfera , atingindo a concentração de 0.5 (± 0.05) ppb, devido a ser emitido dos oceanos, vulcões e fontes hidrotermais ("chaminés" vulcânicas submarinas). Como tal, é um importante componente do ciclo do enxofre global. Medições sobre os núcleos de gelo da Antártica e de ar aprisionado em neve sob glaciares (ar firn) forneceram um quadro detalhado das concentrações de OCS de 1640 até o presente dia e permitiram um melhor entendimento da relativa importância das fontes antropogênicas e não-antropogênicas deste gás na atmosfera. Parte do sulfeto de carbonila que é transportado para a camada de enxofre estratosférica é oxidado a ácido sulfúrico.

## Rotação molecular
Uma e meia rotação de sulfeto de carbonila que ocorre dentro de 125 trilionésimos de segundo. Usando dois pulsos de luz laser infravermelha que foram corretamente sintonizados uns com os outros e isolados por 38 trilhonésimos de segundo (picossegundos), para definir as moléculas de sulfeto de carbonila girando rapidamente em uníssono, cientistas capturaram 651 fotos cobrindo um período e meio de rotação da molécula.